# カワリモリモズ
カワリモリモズ（学名：Pitohui kirhocephalus）は、スズメ目カラス科の鳥。インドネシアおよびパプアニューギニアの高温多湿な低地の森に生息している。

## 特徴
多くの異なる姿形を有し、うち何種かはかつては別種と考えられていた。その後全て本種1種にまとめられ、羽毛のパターンの違いで20を越える亜種に分けられていたが，2013年に分類が見直され，本種から新たに Pitohui cerviniventris と Pitohui uropygialis  の2種が別種として分離され，同時に本種の英名も Pitohui uropygialis の英名 Southern Variable Pitohui と区別するため Variable Pitohui から Nothern Variable Pitohui に変わった。
毒を持つ鳥の1種で，本種の他に毒を持つ鳥としては同じピトフーイ属のズグロモリモズ Pitohui dichrous のほか、ズアオチメドリ Ifrita kowaldi 、チャイロモズツグミ Colluricincla megarhyncha などが知られる。

### 亜種
以下の11亜種が確認されている。 
- P. k. kirhocephalus - (Lesson & Garnot, 1827): ニューギニア島北西のドベライ半島東部に分布。
- P. k. dohertyi - Rothschild & Hartert, 1903: 当初，別種として記載された。ニューギニア島北西部，ワンダメン地方に分布。
- P. k. rubiensis - (Meyer, AB, 1884): 当初，別種として記載された。ニューギニア島西部，チェンデラワシ湾先端からトリトン湾にかけて分布。
- P. k. brunneivertex - Rothschild, 1931: チェンデラワシ湾東岸に分布。
- P. k. decipiens - (Salvadori, 1878): 当初，別種として記載された。ニューギニア島南西部，オニン半島に分布。
- P. k. adiensis - Mees, 1964: ニューギニア島南西沖，アディ島産。
- P. k. carolinae - Junge, 1952: ニューギニア島南西部のエトナ湾周域に分布。
- P. k. jobiensis - (Meyer, AB, 1874): 当初，別種として記載された。ニューギニア島北西沖のクルドゥ島とヤーペン島に分布。
- P. k. meyeri - Rothschild & Hartert, 1903: 当初，別種として記載された。ニューギニア島北部，マンベラモ沿岸産。
- P. k. senex - Stresemann, 1922: ニューギニア島北部，セピック川上流域に分布。
- P. k. brunneicaudus - (Meyer, AB, 1891): 当初，別種として記載された。ニューギニア島北部，セピック川下流域からアストロラベ湾にかけて分布。

## 参照
1. 1 2   標準和名はまだない。
2. ↑  “Species 3.1-3.5 « IOC World Bird List” (英語). www.worldbirdnames.org. 2017年1月30日閲覧。
3. ↑  “IOC World Bird List 7.1”. IOC World Bird List Datasets. doi:10.14344/ioc.ml.7.1.